# Laurens de Graaf (1653-1704)
Laurens Cornelis Boudewijn de Graaf (Dordrecht, 1653 – Cap-Français, Saint-Domingue, 24 mei 1704) was een piraat die aan het einde van de 17e eeuw in de Caraïbische Zee opereerde. Hij was met de Spaanse zilvervloot naar Amerika gegaan en had ondertussen veel kennis opgedaan van de Spaanse schepen. Deze kennis gebruikte hij om zich in piratenbendes op te werken tot hij uiteindelijk kapitein werd. Als piratenkapitein nam hij vele (vooral Spaanse) schepen in, waardoor hij in Amerika zeer berucht werd.

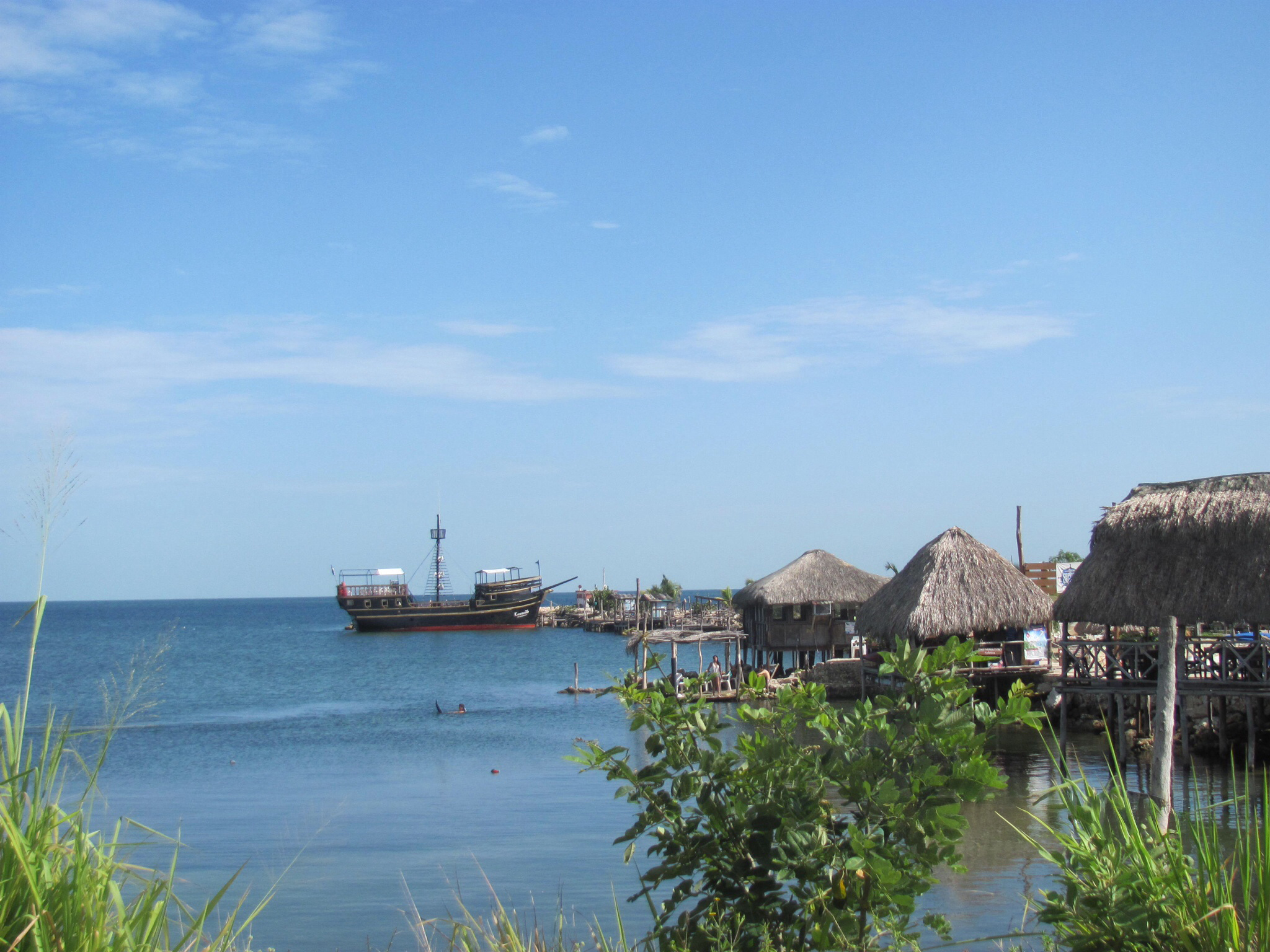
Piratenschip Lorencillo voor de kust van Campeche, Mexico

## Bezetting van Veracruz
Zijn meest bekende daad is echter niet de inname van een schip of vloot, maar de bezetting van de als onneembaar beschouwde stad Veracruz. In een nacht in mei 1683 namen hij en Nicolaes van Hoorn deze grote en rijke stad via het land in, hetgeen vanwege het verrassingseffect snel gebeurd was. Gedurende vijf dagen hielden de piraten van De Graaf de stad bezet en plunderden haar. De 6.000 inwoners waren vier dagen lang in de kathedraal opgesloten; de vrouwen en meisjes werden gescheiden. De bezetting van de stad duurde twee weken, ca. tweehonderd gevangenen stierven staande.
Na vijf dagen zou een Spaanse tegenaanval niet lang meer op zich laten wachten, waarop De Graaf en Van Hoorn hun acht schepen vol laadden met de geplunderde waren en met slaven (ongeveer een kwart van de bevolking). Zijn expeditie vermoordde in totaal ongeveer driehonderd mensen en liet de inwoners van Veracruz berooid achter. Van Hoorn kwam aan zijn einde bij een duel tussen hem en De Graaf over de verdeling van de buit.